# 斑嵴龍屬
斑嵴龍屬（屬名：Banji）是偷蛋龍科恐龍的一屬，化石是一個頭顱骨、下頜。正模標本（編號IVPP V 16896）是由業餘化石收集者捐贈給中國科學院古脊椎動物與古人類研究所。根據化石周圍岩塊，顯示該化石發現於中國江西省贛州的南雄組，地質年代為白堊紀末期，約6600萬年前。
如同其他偷蛋龍科，斑嵴龍具有高頭冠，頭冠由前上頜骨、鼻骨所形成，頭冠兩側有多條垂直溝槽，齒骨後背緣有縱向溝槽。外鼻孔延長，其後側與眼眶相近。
模式種是斑嵴龍（B. long，或直譯為龍斑嵴龍），在中文意為「有斑紋嵴的龍」，是在2010年由中國科學家徐星、韓鳳祿所敘述、命名。